# Битка код Ефеса (498. п. н. е.)
Битка код Ефеса 498. п. н. е. део је Јонског устанка. Вођена је између персијске и јонске војске и завршена је победом Персијанаца.

## Битка
Доласком атинске и еретрејске флоте у помоћ, устаници су се охрабрили да предузму поход на Сард. Није им пошло за руком да освоје тврђаву која се налазила на неприступачној, високој стени брањена јаким персијским гарнизоном. Ипак, град је освојен. По повратку је Грке напала придошла војска под командом Артаферна. Грци су до ногу потучени. Атињани након битке код Ефеса напуштају Јонију, а Јоњани прелазе у дефанзиву.